# Городское поселение город Княгинино
Городское поселение город Княгинино — муниципальное образование в составе Княгининского района Нижегородской области. Административный центр — город Княгинино.

## История
Городское поселение город Княгинино образовано законом Нижегородской области от 15 июня 2004 года № 60-З «О наделении муниципальных образований - городов, рабочих посёлков и сельсоветов Нижегородской области статусом городского, сельского поселения», установлены статус и границы муниципального образования.

## Население
| 2002  | 2008  | 2009  | 2010  | 2011  | 2012  | 2013  |
| ----- | ----- | ----- | ----- | ----- | ----- | ----- |
| 7091  | ↘6576 | ↘6557 | ↗6964 | ↘6937 | ↗7250 | ↗7265 |
| 2014  | 2015  | 2016  | 2017  | 2018  | 2019  | 2020  |
| ↘7214 | ↗7330 | ↗7366 | ↘7335 | ↘7068 | ↘6896 | ↘6796 |
| 2021  |       |       |       |       |       |       |
| ↘6709 |       |       |       |       |       |       |

## Состав городского поселения
| № | Населённый пункт | Тип населённого пункта        | Население |
| - | ---------------- | ----------------------------- | --------- |
| 1 | Горшково         | деревня                       | ↗262      |
| 2 | Княгинино        | город, административный центр | ↘6447     |